# Marcelo Caruso
Marcelo Alberto Caruso (* 1968 in Vicente López in der Provinz Buenos Aires, Argentinien) ist Professor für Historische Bildungsforschung an der Humboldt-Universität zu Berlin.

## Biografie
Nach Schulbesuch (während der Militärdiktatur Videlas) und Studium der Erziehungswissenschaften in Buenos Aires arbeitete Caruso als Forschungsassistent und Junior-Forscher der Abteilung Bildung und Gesellschaft der Facultad Latinoamericana de Ciencias Sociales (FLACSO) sowie zugleich als wissenschaftlicher Mitarbeiter an der Universität Buenos Aires. Von 1997 bis 2001 erfolgte die Promotion zum Dr. phil. mit der Arbeit Biopolitik im Klassenzimmer. Zur Ordnung der Führungspraktiken in den Bayerischen Volksschulen an der Ludwig-Maximilians-Universität München mit Hilfe eines Promotionsstipendiums der Friedrich-Ebert-Stiftung. Anschließend war Caruso wissenschaftlicher Mitarbeiter an der HU Berlin bei Jürgen Schriewer. Es folgte 2008 die Habilitation ebenda mit der historisch-vergleichenden Studie Geist oder Mechanik. Unterrichtsordnungen als kulturelle Konstruktionen in Preußen, Dänemark (Schleswig-Holstein) und Spanien 1800–1870.
1999 und 2000 war Caruso Heisenberg-Stipendiat der Deutschen Forschungsgemeinschaft (DFG), anschließend vertrat er für ein Jahr eine Professur für Erziehungswissenschaft an der Westfälischen Wilhelms-Universität Münster. 2011 erfolgte der Ruf auf die Professur für Historische Bildungsforschung (Nachfolge Heinz-Elmar Tenorth) an die Humboldt-Universität zu Berlin.
Mitte Juni 2024 forderte Caruso mit mehreren tausend weiteren Professoren und Dozenten den Rücktritt der Bildungs- und Forschungsministerin Bettina Stark-Watzinger aufgrund ihrer Erwägungen zur Kürzung von Forschungsmitteln für Hochschulangehörige, die zuvor gegen die Räumung eines propalästinensischen Protestcamps ausgesprochen hatten.

## Forschung und Werk
Marcelo Caruso befasst sich aus historisch-vergleichender Perspektive mit dem Gegenstand Schule auf Makroebene (Schulsysteme) und Mikroebene (Interaktionen und Prozesse innerhalb der Schule). Auf Makroebene erforscht er unter den Stichworten Transfer, Diffusion und Rezeption die synchrone und diachrone Veränderung von Schulsystemen, also etwa ihrer Privatisierung, ihrer Rolle für die Staatenbildung usw. Auf Mikroebene forscht Caruso zu Performation von Macht- und Herrschaftstechniken (Leistungsbeurteilung und Selektion, Übergänge usw.). Regionale Schwerpunkte seiner Forschung sind der afrikanische und amerikanische Kontinent, Europa, Indien und Ostasien, der Betrachtungszeitraum erstreckt sich vom 18. Jahrhundert bis in die Gegenwart.
Derzeitige (Stand: Mai 2017) von der DFG geförderte Projekte sind Die Bürokratisierung der Gruppierung. Lokale und transnationale Innovationsdynamik bei der Einführung von Jahrgangsklassen im Pflichtschulbereich (Preußen, USA, Spanien; ca. 1830–1930) sowie Entstehung und Steuerung ,gemischter‘ unterrichtsorganisatorischer Normen im Transfervergleich (Spanien, Irland, Indien, ca. 1840–1900).
Neben seiner Tätigkeit in Forschung und Lehre bekleidet Caruso eine Vielzahl von (Ehren-)Ämtern, u. a. als Vorstandsmitglied der Deutschen Gesellschaft für Erziehungswissenschaft (seit 2012), als Vertrauensdozent der Heinrich-Böll-Stiftung (seit 2014), als geschäftsführender Herausgeber der Zeitschrift für Pädagogik (seit 2015) und Redaktionsmitglied des Jahrbuchs für Historische Bildungsforschung (seit 2010) und von Paedagogica Historica. International Journal of the History of Education. Darüber hinaus ist Caruso Mitglied in diversen internationalen Fachgesellschaften und Beiräten und tritt zugleich als Gutachter für verschiedene Wissenschaftsorganisationen in Erscheinung.

## Publikationen (Auswahl)
- M. Caruso: Classroom struggle: Organizing elementary school teaching in the 19th century. Peter Lang Publishing Group, New York 2015.
- M. Caruso: Erwachsene(r)/Kind als Leitdifferenz. Zur Entstehung der modernen Unterrichtsordnung für die Massen im 19. Jahrhundert. In: C. Groppe, G. Kluchert, E. Matthes (Hrsg.): Bildung und Differenz. Historische Analysen zu einem aktuellen Problem. Springer VS, Wiesbaden 2015, S. 65–92.
- M. Caruso, C. Kassung: Maschinen und Mechanisierung in der Bildungsgeschichte. In: Jahrbuch für Historische Bildungsforschung. 20, 2014, S. 9–20.
- M. Caruso: Gemeinsames Erbe und abweichende Strukturbildungen. Ein knapper Umriss lateinamerikanischer Bildungsgeschichte(n). In: V. Oelsner, C. Richter (Hrsg.): Bildung in Lateinamerika. Strukturen, Entwicklungen, Herausforderungen. Waxmann, Münster 2014, S. 15–40.
- M. Caruso: Universidad para el pueblo. Politisierung lateinamerikanischer Akademiker im langen 20. Jahrhundert. In: F. Buck, M. Kabaum (Hrsg.): Ideen und Realitäten von Universitäten. Peter Lang, Frankfurt am Main 2013, S. 35–52.
- M. Caruso: Geist oder Mechanik: Unterrichtsordnungen als kulturelle Konstruktionen in Preussen, Dänemark (Schleswig-Holstein) und Spanien 1800–1870 (Unterrichtsordnungen als kulturelle Konstruktionen in Preusse). Peter Lang, Frankfurt am Main 2010.
- M. Caruso: Liberal governance and the making of hierarchies. Oberlehrer in Munich's elementary schools (1871–1918). In: Journal of Educational Administration and History. 41(3), 2009, S. 223–238.
- V. E. Roldán, M. Caruso: Imported modernity in post-colonial state formation: The appropriation of political, educational, and cultural models in nineteenth-century Latin America. Peter Lang, Frankfurt am Main 2007.
- M. Caruso: Biopolitik im Klassenzimmer: Zur Ordnung der Führungspraktiken in den bayerischen Volksschulen (1869–1918). Beltz, Weinheim 2003.
- I. Dussel, M. Caruso: La invención del aula: Una genealogía de las formas de enseñar. Santillana, Buenos Aires, Argentina 1999.